# Cameron Bairstow
Cameron David Bairstow (nascut el 7 de desembre de 1990 en Brisbane, Queensland) és un jugador de bàsquet australià que actualment pertany a la plantilla dels Brisbane Bullets de la lliga australiana. També va jugar bàsquet universitari per la Universitat de Nou Mèxic.